# Habermannův mlýn
Habermannův mlýn je film Juraje Herze z roku 2010.
Děj by se měl odehrávat v obci Bludov v severomoravských Sudetech mezi lety 1938 až 1945. Pojednává o německém mlynáři, který mluvil česky, měl české přátele a během války stál na straně Čechů. Po osvobození byl ale zavražděn a jeho rodina byla odsunuta. Děj filmu je volně inspirován osudem bludovského mlynáře Huberta Habermanna, ostatní postavy ve scénáři jsou ale vymyšlené.
Film získal Bavorskou filmovou cenu za režii a za nejlepší herecký výkon (Mark Waschke).

## Výroba
Hlavní část natáčení probíhala začátkem léta 2009 v okolí Vlašimi, jako mlýn z titulu filmu posloužil historický mlýn na řece Blanici poblíž obce Hradiště.
Celkový rozpočet filmu byl 87 milionů Kč, česká účast na něm byla 30 milionů, z nich zhruba 10 tvořil grant od Státního fondu ČR pro podporu a rozvoj české kinematografie.

## Obsazení
| Jan Hrušínský                | Pospíchal         |
| Oldřich Kaiser               | Brichta           |
| Zuzana Kronerová             | Eliška            |
| Karel Roden                  | Březina           |
| Mark Waschke                 | August Habermann  |
| Radek Holub                  | Mašek             |
| Hannah Herzsprung            | Jana Habermannová |
| Andrej Hryc                  | Hartl             |
| Ben Becker                   | Koslowski         |
| Wilson Gonzalez Ochsenknecht | Hans Habermann    |
| Jaromír Dulava               | Hora              |
| Martina Hudečková            | Brichtová         |

## Děj
Statek moravského Němce Habermanna (dnes tzv. Habermannova vila) leží v půli cesty mezi Postřelmovem a Bludovem (okres Šumperk). Původně se jednalo o velmi bohatou vilu s velkou zahradou, prosperujícím mlýnem a pilou. Hubert Habermann před válkou i za války zaměstnával české dělníky. Nikdy jim neporoučel, aby mluvili německy nebo aby pro něj za malou mzdu dřeli od rána do večera. Ba právě naopak, zaměstnavatel to byl velmi ohleduplný a blízké přátele nacházel ponejvíce mezi Čechy. Také doma především se svými dětmi mluvil téměř výhradně česky. Za války ho často navštěvovali vysocí němečtí představitelé a přemlouvali ho ke vstupu do NSDAP. Tam nikdy nevstoupil. Dál zaměstnával Čechy a jakékoliv projevy nacionalismu od svých německých spoluobčanů nebral vážně. Za války také toleroval, když se v jeho mlýně mlela mouka pro odboj a on sám podporoval potravinami partyzány v okolních v lesích. S blížící se porážkou německých vojsk a stoupajícím sebevědomím Čechů se jeho pracovníci v čele se správcem mlýna dohodli, že si po válce přivlastní jeho bohatství. Aniž se mohl Hubert Habermann jakkoliv bránit, byl jimi po válce zajat a úkladně zavražděn. Jeho ostatky byly údajně spáleny v kotelně bludovských lázní. Jeho manželka i s dětmi byla vyhnána do Německa. Poté si majetek spiklenci rozdělili mezi sebe. Za tuto vraždu byli trestně stíháni, ovšem vzhledem k tomu, že se tělo nikdy nenašlo, byli zproštěni obvinění.

## Kritika
Už krátce před premiérou filmu místní novinářka S. Rybičková uveřejnila svůj výzkum ohledně skutečných okolností případu. Konstatovala, že film se od nich výrazně odchyluje: Habermann i jeho žena byli Čechoněmci, a především – nebyl ubit místní lůzou, ale zastřelen ze msty svým známým, holičem Pazourem.
Novinář J. Gregor v týdeníku Respekt ještě předtím upozornil na několik odlišností od historické pravdy už v původním Urbanově románu (film ale ve vymýšlení jde ještě dále), na které však má podle něj tvůrce právo. Za neetické ale označil, že ve filmu je jako jeden z vrahů ukázán Pospíchal, což je změněné jméno Zdeňka Pospíšila, skutečné osoby zakladatele bludovských lázní, který za války pomáhal odboji a po únoru 1948 strávil 11 let ve vězení. Že Pospíšil zavraždil Habermanna, je spekulace, proti které vystupují jeho příbuzní, kteří se zároveň dlouhou dobu snaží o restituci lázní.
S ostrou kritikou historických nepravd ve filmu vystoupil i politolog Stanislav Balík, jinak též zastupitel obce Bludov. Zejména v ní zdůraznil vytržení děje z kontextu doby, celkovou manipulativnost filmu („má jednoznačnou ambici – být zrcadlem zvráceností, jichž se Češi dopustili na Němcích“) a popírání známých faktů v této konkrétní události: krom česko-německého původu obou manželů Habermannových a faktu, že žádný lynč se nekonal, také třebas toho, že na území Říše (Bludov spadal do Sudetské říšské župy) bylo nemožné, aby byl Čech starostou obce, stejně jako bylo nemožné, aby v národnostně krajně vypjatých dobách spolu cvičili Češi a Němci v Sokole (když ten byl navíc hned na začátku okupace zakázán), že také bludovský farář žádnému nacistovi k útěku před trestem nepomohl, ani žádné sudetské Němce do odsunu nevyprovázel, protože byl již roku 1944 i se svým kaplanem potrestán za pomoc odboji posláním do koncentračního tábora Terezín, kde tři dny před koncem války zemřel.
Další ostrá kritika byla uveřejněna na stránkách Občanského sdružení Lidice. Autor K. Čech v ní, podobně jako p. Balík ve svém komentáři, poukazuje na vážné faktické chyby filmu, jak v životopisných detailech, tak v celkovém pojetí dobové válečné situace a česko-německých vztahů. Krom výše zmíněných fabulací mj. i na to, že Němci nepopravili 9 místních českých občanů za to, že by v lese zastřelili dva německé vojáky, ale popravili ve skutečnosti 23 rukojmí za spolupráci s partyzány.
S kritikou filmu vystoupil i režisér a scenárista Ivan Fíla, který se měl původně podílet na scénáři filmu. Scénář filmu označil za „ne moc vydařený text plný šablonovitých charakterů a konfliktů“ a za „zásadní zkreslení historie“.
Na veškeré námitky režisér nijak nereagoval. Autor předlohy Josef Urban se však kritice brání: „Neměl jsem a nemám žádný důvod někoho poškodit. Vycházel jsem z reálných vzpomínek pamětníků, ale není to literatura faktu, nýbrž román. ... To, že nejsou v okresním archivu ucelené doklady k osudným událostem, neznamená, že ve skutečnosti neexistují. Nebudu a nechci je vytahovat, zatím nemám důvod.“

## Recenze
- Johana Hovorková, filmserver.cz, 15. září 2010
- Mirka Spáčilová, idnes.cz, 3. října 2010
- Kamil Fila, Aktuálně.cz, 10. října 2010
- Vít Schmarc, MovieZone.cz, 11. října 2010
- Adam Fiala, Moviescreen.cz, 5. října 2010
- Martin Novosad, FilmCZ.Info. 5. října 2010 [nedostupný zdroj]
- Milan Kajínek, VelkaEpocha.cz, 15. září 2010